# Majoritäteneinfluss
Majoritäteneinfluss tritt auf, wenn der größere Anteil von Individuen („majority subgroup“) einen Einfluss auf die Meinungen oder das Verhalten des kleineren Anteils von Individuen („minority subgroup“) hat. 
Der Einfluss anderer Menschen führt hier dazu, dass man sich konform verhält, also der Mehrheitsmeinung zustimmt. Ob und in welchem Ausmaß Majoritäteneinfluss entsteht, hängt von verschiedenen sozialen Faktoren ab. 
So ist es unter anderem entscheidend, wie viele Personen der Mehrheit angehören, inwieweit sie konsistent miteinander übereinstimmen und wie diese Mehrheit von der Minorität wahrgenommen wird. Aber auch der Zusammenhang zwischen Schwierigkeitsgrad und Wichtigkeit der Entscheidung bestimmt das Auftreten von konformem Verhalten.

## Sozialer Einfluss
Allgemein betrachtet tritt sozialer Einfluss immer auf, wenn Mitglieder einer Gruppe ihre Meinung oder ihr Verhalten als ein Resultat der tatsächlichen oder angenommenen Anwesenheit anderer Personen ändern. Jedoch ist es üblich, diesen allgemeinen Einfluss in zwei Haupttypen zu unterteilen:
• Minoritäteneinfluss tritt auf, wenn durch die Minderheit bzw. Minorität die Meinungen bzw. das Verhalten der Mehrheit bzw. Majorität beeinflusst wird.
• Majoritäteneinfluss tritt entsprechend dann auf, wenn der größere Anteil von Individuen („majority subgroup“) einen Einfluss auf die Meinungen oder das Verhalten des kleineren Anteils von Individuen („minority subgroup“) hat.

## Aschs Konformitätsstudien
Eine der bekanntesten Studien, die die Auswirkungen von Majoritäteneinfluss demonstriert ist die Untersuchung von Solomon Asch zur Linienwahrnehmung. („Line Perception Studies“):
Aschs Experimente stellten insofern eine Erweiterung zu vorangegangenen Experimenten zu Majoritäteneinfluss dar, dass in den von Asch verwendeten Aufgaben, falsche und richtige Antworten klar zu erkennen waren. Anders geschah dies in den Experimenten zum Thema autokinetischer Effekt von Sherif, wo die korrekte Antwort auf die zu beurteilende Aufgabe sehr unklar war (im Sinne von: es gab keine eindeutig richtige oder falsche Antwort). 
Versuchsdesign:
Die Probanden in diesem Experiment waren männliche Collegestudenten, denen gesagt wurde, sie nähmen an einem Test teil, der ihre visuellen Fähigkeiten überprüfen würde. Das gesamte Experiment war in 18 Durchläufe gegliedert. Den Teilnehmern wurde bei jedem Durchgang eine Karte mit verschieden langen Linien gezeigt. Darauf zu sehen waren:
• Eine Standardlinie in einer bestimmten Länge, z. B. 10 cm
• Drei Vergleichslinien mit jeweils unterschiedlichen Längen, wobei aber eine Linie mit der Standardlinie identisch war, z. B. 7, 10, 14 cm; es war aber deutlich erkennbar, welche Linie der Standardlinie entsprach, um Irrtümer auszuschließen
Die Aufgabe der Teilnehmer bestand nun darin herauszufinden, welche der Vergleichslinien der Standardlinie entspricht.
In der Experimentalbedingung 1 mussten die Teilnehmer die Einschätzungen alleine tätigen.
In der zweiten Experimentalbedingung saßen die Männer in einem kleinen Halbkreis vor einer Tafel, auf der die zu beurteilenden Stimuli zu sehen waren und sprachen ihre Beurteilungen der Reihe nach laut aus.
Saßen also z. B. 5 Personen im Halbkreis, sagte zuerst Person 1 ihre Einschätzung laut, dann Person 2 usw., bis Person 5 seine Einschätzung laut abgab. Tatsächlich war aber immer nur die letzte Person in jedem Halbkreis ein Proband, bei den anderen Personen handelte es sich um so genannte Konfidenten, also Verbündete des Versuchsleiters, die vorgegebene Aussagen tätigten. Um oben genanntes Beispiel aufzugreifen, wäre also nur Person 5 ein Proband, der vor seiner Einschätzung 4 andere Antworten hört, die seine eigene Antwort beeinflussen.
Die Konfidenten gaben bei den ersten zwei Durchgängen jeweils die richtige Antwort, bei der dritten Einschätzung und elf weiteren waren sie angehalten, alle die identisch falsche Antwort zu geben.
Wenn also der tatsächliche Proband an der Reihe war, hatte er zwei Möglichkeiten:
1. Er gab die korrekte Antwort und verhielt sich dadurch nicht konform.
2. Er gab dieselbe Antwort wie alle Personen vor ihm und verhielt sich somit konform. 
Ergebnisse:
Die Probanden aus Experimentalgruppe 1 machten keine Fehler, wenn sie diese Einschätzungen alleine tätigten.
In Experimentalbedingung 2 verhielten sich 76 % der 123 Männer mindestens einmal konform bezüglich der inkorrekten Antwort, die die Konfidenten zuvor gegeben hatten.
Dies spricht für den enormen Einfluss von sozialer Konformität.
Allerdings verhielten sich nicht alle Probanden konform. Zusätzlich zu den 24 % der Männer, die sich nie konform verhielten, waren es nur 5 % die sich in allen Fällen konform verhielten.

## Determinanten des Einflusses der Majorität
Die Tatsache, dass sich zumindest einige wenige Personen mit der Majorität konform verhalten, auch wenn es sich dabei offensichtlich um eine falsche Antwort handelt, spricht für die grundlegende Annahme eines gruppendynamischen Ansatzes („group dynamic approach“). 
Dieser besagt, dass es in Gruppen einen generellen Druck nach Gleichheit bzw. Ähnlichkeit gibt.
Obwohl diese Studie den Einfluss, den manche Situationen auf die Konformität haben, klar aufzeigt, ist das Auftreten von Konformität in manchen Gruppen wahrscheinlicher als in anderen. Dies hängt von verschiedenen sozialen Faktoren ab, auf die im Folgenden näher eingegangen wird.

### Anzahl der Personen in einer Majorität
Wenn die Anzahl der Personen in der Majorität relativ zu den Personen in der Minorität ansteigt, steigt auch der Druck in der Minorität sich konform zu verhalten. Asch führte Replikationen seiner Originalstudie durch, in denen er die Anzahl der Konfidenten variierte („majority subgroup members“), die vor dem Probanden eine falsche Antwort gaben, und zwar von einem bis hin zu 16 Personen, während die Minorität konstant von einem einzigen Probanden dargestellt wurde. 
Die Ergebnisse zeigten, dass mit der Anzahl der Personen in der Majorität auch die Wahrscheinlichkeit stieg, dass der Proband konform die falsche Antwort gab.
Dieser Anstieg der Wahrscheinlichkeit ist unabhängig davon, ob es sich um informativen oder normativen Einfluss auf die Konformität handelt. Allerdings ist er nicht linear; ab einer gewissen Größe der Majorität nimmt die Wahrscheinlichkeit kaum weiter zu.
Bei informativem Einfluss nimmt der Proband mit zunehmender Anzahl an gehörten Meinungen an, dass die anderen mehr Informationen als er selbst besitzen und dass dadurch die Validität ihrer Meinung steigt.
Bei normativem Einfluss erhält der Proband mit zunehmender Anzahl an gehörten Meinungen verstärkt den Eindruck, dass er sich von der Gruppe unterscheidet. Je größer die Majorität ist, umso schwerer gestaltet es sich eine andere Meinung öffentlich kundzutun, was ein höheres Bestreben nach Konformität mit sich bringt. („Gruppendruck“)

### Sozialer Einfluss („Social Impact“)
Zusätzlich zu der Tatsache, dass Konformität mit der Anzahl der Personen in der Majorität steigt, ist es so, dass der soziale Einfluss von Majoritätsmitgliedern, die von Anfang an Teil der Gruppe waren größer ist, als der von neueren Majoritätsmitgliedern. 
Der soziale Einfluss eines Gruppenmitgliedes hängt auch von seiner Rolle und seinem Status in der Gruppe ab; der Gruppenleiter hat z. B. mehr sozialen Einfluss als ein neues Mitglied.
Folglich ist der Einfluss eines hinzukommenden Gruppenmitgliedes immer geringer als der des Individuums, das sich vor ihm der Gruppe angeschlossen hat. Dieser Sachverhalt lässt sich sogar mathematisch durch eine Funktion beschreiben.

### Wahrnehmung der Gruppe
Ab einer bestimmten Personenanzahl hat das Hinzufügen neuer Mitglieder zur Majorität bezüglich des Konformitätseinfluss keinen Effekt mehr, der signifikant ist. Meistens liegt diese Grenze bei 4–5 Personen. Mögliche Erklärungen hierfür sind:
• Wenn „nur“ 4 bis 5 Personen der Mehrheit angehören, werden diese als unabhängige Individuen wahrgenommen, die alle ihre eigenen, einzigartigen Meinungen haben. Jedes Individuum bewirkt folglich einen großen Einfluss.
• Wenn die Anzahl der Personen in der Majorität wächst, werden diese nicht länger als unabhängige Individuen, sondern als eine Gruppe wahrgenommen. Somit werden die Meinungen nicht mehr als die Meinungen unabhängiger Individuen betrachtet, sondern als eine Meinung der Gruppe. Folglich hat jedes neue Mitglied einen geringeren Einfluss. 
Eine andere Begründung bietet der Gedanke der „optimalen Distinktheit“. Danach wird der Wunsch die eigene Individualität beizubehalten umso größer, je höher die Anzahl der Personen in der Majorität steigt.

### Übereinstimmung in der Majorität („Unanimity of the majority“)
Diese Determinante ist besonders entscheidend, wenn man nach einer Erklärung sucht, warum manche Gruppen eher Konformität bewirken als andere.
Eine übereinstimmende (konsistente) Majorität wäre – um sich erneut auf die Studie von Asch zu beziehen – vorhanden, wenn alle 4 Konföderierten die gleiche falsche Antwort, z. B. Linie A gäben. Somit gäben 100 % eine konsistente Antwort.
Von einer inkonsistenten Majorität würde man sprechen, wenn z. B. 2 Personen A, 2 andere Personen C antworteten. Somit wären die Antwortenhäufigkeiten auf jeweils 50 % verteilt.
Aber tatsächlich reicht auch ein sehr viel extremeres Verhältnis, damit Konformität nicht entsteht. Selbst wenn sich nur einer von 16 Konföderierten inkonsistent verhielt (als Proband hört man also 15-mal Linie A und nur einmal B oder C), schrumpften die konformen Antworten auf 5 %.
Folglich spielt es keine Rolle, ob eine gehörte Antwort korrekt ist, die Antworten müssen nur unterschiedlich sein.
Noch einmal kurz zusammengefasst: Konformität erweist sich als geringer, wenn eine Inkonsistenz in den einzelnen Meinungen der Mehrheit vorliegt. Gründe hierfür:
• Bei Konsistenz der Mehrheitsmeinung, steht eine Person mit einer abweichenden Meinung völlig allein der Majorität gegenüber. Man wird sich unsicher, ob die eigene Wahrnehmung tatsächlich der Wahrheit entspricht. Es ist nicht schwer nachzuvollziehen, dass dies eine unangenehme Situation beschreibt, die vermieden wird.
• Bei einer Inkonsistenz der Mehrheitsmeinung, empfindet sich die Person weniger als Individuum der Gruppe gegenübergestellt, sondern als Teil einer ganzen Gruppe von Individuen. Sobald die Person zum Beispiel jemanden findet, der mit ihr übereinstimmt, wird der Wunsch nach Konformität mit der Majorität geringer.

### Wichtigkeit der Aufgabe („Task importance“)
Eine weitere Einflussgröße auf die Wahrscheinlichkeit mit welcher Konformität auftritt, ist wahrgenommene bzw. empfundene Wichtigkeit der zu bearbeitenden Aufgabe.
Da an den Experimenten von Asch und Sherif kritisiert wurde, dass es sich bei den von ihnen gestellten Aufgaben um Sachverhalte handelte, die mehr oder weniger trivial waren, wurde
in einer weiteren Untersuchung Aschs ursprüngliches Experiment so modifiziert, dass genauere Aussagen über den Einfluss von Aufgabenwichtigkeit gemacht werden konnten. 
Die Probanden durchliefen den Versuch mit zwei anderen Personen, bei denen es sich um Konfidenten des Versuchsleiters handelte. Die Teilnehmer bearbeiteten einige unterschiedliche Einschätzungsaufgaben, allerdings gab es 26, die bezüglich der erwarteten Konformität relevant waren. Bei diesen Einschätzungen wurde zuerst das Foto einer einzelnen Person gezeigt, sofort gefolgt von einem Foto mit 4 Personen, von denen eine die Person von Foto eins, nur anders angezogen zeigte.
Die Aufgabe der Teilnehmer bestand nun darin, die Person zu identifizieren. Ähnlich wie in Aschs Experiment gaben die Konfidenten genau bei diesen Aufgaben konsistent eine falsche Antwort.
Es gab 2 unterschiedliche Experimentalbedingungen, in denen zum einen die Aufgabenwichtigkeit, zum anderen die Aufgabenschwierigkeit variiert wurde:
1) Manipulation der Aufgabenwichtigkeit: 
a. Hohe Aufgabenwichtigkeit: Den Teilnehmern wurde gesagt, es ginge um eine Studie zu Augenzeugenaussagen und diejenigen, die richtig antworteten, bekämen 20 Dollar.
b. Niedrige Aufgabenwichtigkeit: Den Teilnehmern wurde gesagt, dass sie lediglich an einer Voruntersuchung teilnehmen
2) Manipulation der Aufgabenschwierigkeit:
a. Hohe Aufgabenschwierigkeit: Die Bilder wurden jeweils nur 0,5 bzw. 1 Sekunde lang gezeigt.
b. Niedrige Aufgabenschwierigkeit: Die Bilder wurden jeweils für 5 bzw. 10 Sekunden gezeigt.
Anhand der Ergebnisse kann festgestellt werden, dass es zu einer Interaktion zwischen Aufgabenschwierigkeit und Wichtigkeit der Aufgabe kommt:
• Bei einfachen Aufgaben entsteht weniger Konformität, wenn die Aufgabe wichtig ist
• Bei schwierigen Aufgaben entsteht mehr Konformität, wenn die Aufgabe wichtig ist
Mit der Wichtigkeit der Aufgabe steigt der Druck bzw. der Anreiz, die Aufgaben richtig zu lösen. Bei einfachen Aufgaben, die wichtig sind, vertraut man eher auf seine eigene Meinung. Bei schwierigen Aufgaben, die wichtig sind, wird man unsicher und verlässt sich eher auf die von der Mehrheit vertretene Meinung.